# Michele Richardson
Pour les articles homonymes, voir Richardson.
Michele Richardson, née le 28 avril 1969 à Managua au Nicaragua, est une nageuse américaine.

## Palmarès

### Jeux olympiques
- Los Angeles 1984
  -  Médaille d'argent en 800m nage libre[1].